# Campionati europei di atletica leggera 2024
I XXVI campionati europei di atletica leggera si sono svolti allo Stadio Olimpico di Roma dal 7 al 12 giugno 2024.
Per la seconda volta Roma ha ospitato la rassegna europea, a mezzo secolo di distanza dall'edizione del 1974.
Per la prima volta si sono tenute le gare di marcia nell'anno olimpico e ha fatto il suo debutto nella competizione la staffetta 4×400 m mista.
La mascotte del torneo è stata Ludo, che ha vinto su altri nomi quali Urbe, Astra e Flavio.

## Sede dell'evento
Le gare di corsa (con l'eccezione della mezza maratona, della marcia 20 km e delle qualificazioni del getto del peso) si sono svolte presso lo Stadio Olimpico, così come i concorsi e le prove multiple.

## Partecipazione

### Periodo di qualificazione
I minimi di partecipazione sono fissati dalla European Athletics. Per tutte le specialità il periodo di qualificazione entro il quale le prestazioni degli atleti vengono considerate valide per la partecipazione al campionato va dal 27 maggio 2023 alla mezzanotte del 26 maggio 2024, con l'eccezione delle gare di 10 000 metri, mezza maratona, marcia 20 km, marcia 20 km e prove multiple, per le quali il periodo va dal 27 novembre 2022 alla mezzanotte del 26 maggio 2024, e per le staffette, per le quali il periodo va dal 1º gennaio 2023 al 26 maggio 2024.

### Validità della prestazione
Sono valide solo le prestazioni ottenute in gare ufficiali della World Athletics o delle federazioni continentali o nazionali. Non vengono accettate le prestazioni ottenute durante una gara mista (uomini e donne insieme) e quelle influenzate dal vento. Per le gare di lunghezza pari o inferiore agli 800 metri non vengono accettati i tempi manuali. Sono invece accettate le prestazioni ottenute durante gare indoor.

### Minimi di qualificazione
Gli atleti si possono qualificare ottenendo il minimo di qualificazione (entry standard), attraverso la wild card (campione europeo nel 2022) oppure in base al posizionamento (ranking) nelle classifiche mondiali al termine del periodo di qualificazione.
| Specialità                | Uomini                                                                | Donne                                                                 | Numero di atleti |
| ------------------------- | --------------------------------------------------------------------- | --------------------------------------------------------------------- | ---------------- |
| 100 m piani               | 10"16                                                                 | 11"24                                                                 | 36               |
| 200 m piani               | 20"45                                                                 | 23"00                                                                 | 36               |
| 400 m piani               | 45"40                                                                 | 51"50                                                                 | 36               |
| 800 m piani               | 1'45"20                                                               | 2'00"00                                                               | 32               |
| 1 500 m piani             | 3'36"00                                                               | 4'05"00                                                               | 30               |
| 5 000 m piani             | 13'20"00                                                              | 15'15"00                                                              | 25               |
| 10 000 m piani            | 27'50"00                                                              | 32'00"00                                                              | 27               |
| 100 m ostacoli            | –                                                                     | 12"98                                                                 | 36               |
| 110 m ostacoli            | 13"46                                                                 | –                                                                     | 36               |
| 400 m ostacoli            | 49"30                                                                 | 55"70                                                                 | 36               |
| 3 000 m siepi             | 8'25"00                                                               | 9'37"00                                                               | 34               |
| Mezza maratona (Maratona) | 1h01'40" (2h11'00")                                                   | 1h10'30" (2h29'00")                                                   | 60               |
| Marcia 20 km              | 1h21'30"                                                              | 1h31'40"                                                              | 35               |
| Salto in alto             | 2,26 m                                                                | 1,92 m                                                                | 30               |
| Salto con l'asta          | 5,75 m                                                                | 4,50 m                                                                | 30               |
| Salto in lungo            | 8,00 m                                                                | 6,70 m                                                                | 30               |
| Salto triplo              | 16,80 m                                                               | 14,15 m                                                               | 30               |
| Getto del peso            | 20,85 m                                                               | 18,00 m                                                               | 30               |
| Lancio del disco          | 65,20 m                                                               | 60,50 m                                                               | 30               |
| Lancio del martello       | 76,50 m                                                               | 71,20 m                                                               | 30               |
| Lancio del giavellotto    | 83,00 m                                                               | 60,00 m                                                               | 30               |
| Decathlon                 | 8200 p.                                                               | –                                                                     | 24               |
| Eptathlon                 | –                                                                     | 6300 p.                                                               | 24               |
| Staffetta 4×100 m         | 16 squadre dalla somma dei migliori due tempi delle squadre nazionali | 16 squadre dalla somma dei migliori due tempi delle squadre nazionali | 16               |
| Staffetta 4×400 m         | 16 squadre dalla somma dei migliori due tempi delle squadre nazionali | 16 squadre dalla somma dei migliori due tempi delle squadre nazionali | 16               |
| Staffetta 4×400 m mista   | 8 squadre dalla somma dei migliori due tempi delle squadre nazionali  | 8 squadre dalla somma dei migliori due tempi delle squadre nazionali  | 8                |

## Paesi partecipanti
Agli Europei 2024 di atletica leggera partecipano 48 paesi membri della European Athletic Association. La Russia e la Bielorussia non vi partecipano a causa della sospensione delle loro federazioni in seguito all'invasione dell'Ucraina.
- Albania
- Andorra
- Armenia
- Atleti Rifugiati
- Austria
- Azerbaigian
- Belgio
- Bosnia ed Erzegovina
- Bulgaria
- Cipro
- Croazia
- Danimarca
- Estonia
- Finlandia
- Francia
- Georgia

- Germania
- Gibilterra
- Gran Bretagna
- Grecia
- Irlanda
- Islanda
- Israele
- Italia
- Kosovo
- Lettonia
- Lituania
- Lussemburgo
- Macedonia del Nord
- Malta
- Moldavia
- Monaco
- Montenegro

- Norvegia
- Paesi Bassi
- Polonia
- Portogallo
- Rep. Ceca
- Romania
- San Marino
- Serbia
- Slovacchia
- Slovenia
- Spagna
- Svezia
- Svizzera
- Turchia
- Ucraina
- Ungheria

## Calendario
| Data                   | 7 | 7 | 8 | 8    | 9 | 9  | 10 | 10 | 11 | 11 | 12 | 12 |
| Evento                 |   |   |   |      |   |    |    |    |    |    |    |    |
| ---------------------- | - | - | - | ---- | - | -- | -- | -- | -- | -- | -- | -- |
| 100 m                  |   | B |   | SF F |   |    |    |    |    |    |    |    |
| 200 m                  |   |   |   |      | B | SF |    | F  |    |    |    |    |
| 400 m                  |   |   | B |      |   | SF |    | F  |    |    |    |    |
| 800 m                  |   | B |   | SF   |   | F  |    |    |    |    |    |    |
| 1 500 m                |   |   |   |      |   |    | B  |    |    |    |    | F  |
| 5 000 m                |   |   |   | F    |   |    |    |    |    |    |    |    |
| 10 000 m               |   |   |   |      |   |    |    |    |    |    |    | F  |
| Mezza maratona         |   |   |   |      | F |    |    |    |    |    |    |    |
| 110 m hs               | B |   |   | SF F |   |    |    |    |    |    |    |    |
| 400 m hs               |   |   |   |      | B |    | SF |    |    | F  |    |    |
| 3 000 m siepi          |   |   | B |      |   |    |    | F  |    |    |    |    |
| Decathlon              |   |   |   |      |   |    | F  | F  | F  | F  |    |    |
| Salto in alto          |   |   |   |      | Q |    |    |    |    | F  |    |    |
| Salto con l'asta       |   |   |   |      |   |    | Q  |    |    |    |    | F  |
| Salto in lungo         | Q |   |   | F    |   |    |    |    |    |    |    |    |
| Salto triplo           |   |   |   |      | Q |    |    |    |    | F  |    |    |
| Getto del peso         |   | Q |   | F    |   |    |    |    |    |    |    |    |
| Lancio del disco       | Q | F |   |      |   |    |    |    |    |    |    |    |
| Lancio del martello    |   |   | Q |      |   | F  |    |    |    |    |    |    |
| Lancio del giavellotto |   |   |   |      |   |    |    |    | Q  |    |    | F  |
| Marcia 20 km           |   |   |   | F    |   |    |    |    |    |    |    |    |
| 4×100 m                |   |   |   |      |   |    |    |    | B  |    |    | F  |
| 4×400 m                |   |   |   |      |   |    |    |    | B  |    |    | F  |

| Data                   | 7 | 7 | 8 | 8    | 9 | 9    | 10 | 10 | 11 | 11 | 12 | 12 |
| Evento                 |   |   |   |      |   |      |    |    |    |    |    |    |
| ---------------------- | - | - | - | ---- | - | ---- | -- | -- | -- | -- | -- | -- |
| 100 m                  |   |   | B |      |   | SF F |    |    |    |    |    |    |
| 200 m                  |   |   |   |      |   |      | B  | SF |    | F  |    |    |
| 400 m                  |   |   | B |      |   | SF   |    | F  |    |    |    |    |
| 800 m                  |   |   |   |      |   |      | B  |    | SF |    |    | F  |
| 1 500 m                | B |   |   |      |   | F    |    |    |    |    |    |    |
| 5 000 m                |   | F |   |      |   |      |    |    |    |    |    |    |
| 10 000 m               |   |   |   |      |   |      |    |    |    | F  |    |    |
| Mezza maratona         |   |   |   |      | F |      |    |    |    |    |    |    |
| 100 m hs               | B |   |   | SF F |   |      |    |    |    |    |    |    |
| 400 m hs               |   |   |   |      | B |      | SF |    |    | F  |    |    |
| 3 000 m siepi          | B |   |   |      |   | F    |    |    |    |    |    |    |
| Eptathlon              | F | F | F | F    |   |      |    |    |    |    |    |    |
| Salto in alto          |   | Q |   |      |   | F    |    |    |    |    |    |    |
| Salto con l'asta       |   |   | Q |      |   |      |    | F  |    |    |    |    |
| Salto in lungo         |   |   |   |      |   |      |    |    | Q  |    |    | F  |
| Salto triplo           | Q |   |   |      |   | F    |    |    |    |    |    |    |
| Getto del peso         | Q | F |   |      |   |      |    |    |    |    |    |    |
| Lancio del disco       | Q |   |   | F    |   |      |    |    |    |    |    |    |
| Lancio del martello    |   |   |   |      | Q |      |    | F  |    |    |    |    |
| Lancio del giavellotto |   |   |   |      |   |      | Q  |    |    | F  |    |    |
| Marcia 20 km           |   | F |   |      |   |      |    |    |    |    |    |    |
| 4×100 m                |   |   |   |      |   |      |    |    | B  |    |    | F  |
| 4×400 m                |   |   |   |      |   |      |    |    | B  |    |    | F  |

| Data    | 7 | 7 | 8 | 8 | 9 | 9 | 10 | 10 | 11 | 11 | 12 | 12 |
| Evento  |   |   |   |   |   |   |    |    |    |    |    |    |
| ------- | - | - | - | - | - | - | -- | -- | -- | -- | -- | -- |
| 4×400 m |   | F |   |   |   |   |    |    |    |    |    |    |

| P | Batterie preliminari | B | Batterie | Q | Qualificazioni | SF | Semifinali | F | Finale |

## Risultati

### Uomini
| Specialità | Oro | Prestazione | Argento                                                                                  | Prestazione | Bronzo                                                                                                 | Prestazione |
| Corse piane | |             |                                                                                          |             | |             |
| 100 m piani (dettagli) | Marcell Jacobs                                                                                            | 10"02       | Chituru Ali                                                                              | 10"05       | Romell Glave                                                                                           | 10"06       |
| 200 m piani (dettagli) | Timothé Mumenthaler                                                                                       | 20"28       | Filippo Tortu                                                                            | 20"41       | William Reais                                                                                          | 20"47       |
| 400 m piani (dettagli) | Alexander Doom                                                                                            | 44"15       | Charlie Dobson                                                                           | 44"38       | Liemarvin Bonevacia                                                                                    | 44"88       |
| 800 m piani (dettagli) | Gabriel Tual                                                                                              | 1'44"87     | Mohamed Attaoui                                                                          | 1'45"20     | Catalin Tecuceanu                                                                                      | 1'45"40     |
| 1 500 m piani (dettagli) | Jakob Ingebrigtsen                                                                                        | 3'31"95     | Jochem Vermeulen                                                                         | 3'33"30     | Pietro Arese                                                                                           | 3'33"34     |
| 5 000 m piani (dettagli) | Jakob Ingebrigtsen                                                                                        | 13'20"11    | George Mills                                                                             | 13'21"38    | Dominic Lokinyomo Lobalu                                                                               | 13'21"61    |
| 10 000 m piani (dettagli) | Dominic Lokinyomo Lobalu                                                                                  | 28'00"32    | Yann Schrub                                                                              | 28'00"48    | Thierry Ndikumwenayo                                                                                   | 28'00"96    |
| Corse a ostacoli | |             |                                                                                          |             | |             |
| 110 m ostacoli (dettagli) | Lorenzo Simonelli                                                                                         | 13"05       | Enrique Llopis                                                                           | 13"16       | Jason Joseph                                                                                           | 13"43       |
| 400 m ostacoli (dettagli) | Karsten Warholm                                                                                           | 46"98       | Alessandro Sibilio                                                                       | 47"50       | Carl Bengtström                                                                                        | 47"94       |
| 3 000 m siepi (dettagli) | Alexis Miellet                                                                                            | 8'14"01     | Djilali Bedrani                                                                          | 8'14"36     | Karl Bebendorf                                                                                         | 8'14"41     |
| Prove su strada | |             |                                                                                          |             | |             |
| Mezza maratona (dettagli) | Yeman Crippa                                                                                              | 1h01'03"    | Pietro Riva                                                                              | 1h01'04"    | Amanal Petros                                                                                          | 1h01'07"    |
| Mezza maratona a squadre (dettagli) | Italia Yeman Crippa Pietro Riva Pasquale Selvarolo Eyob Faniel Yohanes Chiappinelli Daniele Meucci        | 3h03'33"    | Israele Maru Teferi Gashau Ayale Girmaw Amare Haimro Alame Godadaw Belachew Tesema Moges | 3h04'39"    | Germania Amanal Petros Samuel Fitwi Sibhatu Filimon Abraham Richard Ringer Simon Boch Hendrik Pfeiffer | 3h05'33"    |
| Marcia 20 km (dettagli) | Perseus Karlström                                                                                         | 1h19'13"    | Paul McGrath                                                                             | 1h19'31"    | Francesco Fortunato                                                                                    | 1h19'54"    |
| Salti | |             |                                                                                          |             | |             |
| Salto in alto (dettagli) | Gianmarco Tamberi                                                                                         | 2,37 m      | Vladislav Lavskyj                                                                        | 2,29 m =    | Oleh Doroshchuk                                                                                        | 2,26 m      |
| Salto con l'asta (dettagli) | Armand Duplantis                                                                                          | 6,10 m      | Emmanouīl Karalīs                                                                        | 5,87 m      | Ersu Şaşma                                                                                             | 5,82 m =    |
| Salto con l'asta (dettagli) | Armand Duplantis                                                                                          | 6,10 m      | Emmanouīl Karalīs                                                                        | 5,87 m      | Oleg Zernikel                                                                                          | 5,82 m      |
| Salto in lungo (dettagli) | Miltiadīs Tentoglou                                                                                       | 8,65 m      | Mattia Furlani                                                                           | 8,38 m      | Simon Ehammer                                                                                          | 8,31 m      |
| Salto triplo (dettagli) | Jordan Díaz                                                                                               | 18,18 m     | Pedro Pichardo                                                                           | 18,04 m     | Thomas Gogois                                                                                          | 17,38 m     |
| Lanci | |             |                                                                                          |             | |             |
| Getto del peso (dettagli) | Leonardo Fabbri                                                                                           | 22,45 m     | Filip Mihaljević                                                                         | 21,20 m     | Michał Haratyk                                                                                         | 20,94 m     |
| Lancio del disco (dettagli) | Kristjan Čeh                                                                                              | 68,08 m     | Lukas Weißhaidinger                                                                      | 67,70 m     | Mykolas Alekna                                                                                         | 67,48 m     |
| Lancio del martello (dettagli) | Wojciech Nowicki                                                                                          | 80,95 m     | Bence Halász                                                                             | 80,49 m     | Mykhaylo Kokhan                                                                                        | 80,18 m     |
| Lancio del giavellotto (dettagli) | Jakub Vadlejch                                                                                            | 88,65 m     | Julian Weber                                                                             | 85,94 m     | Oliver Helander                                                                                        | 85,75 m     |
| Prove multiple | |             |                                                                                          |             | |             |
| Decathlon (dettagli) | Johannes Erm                                                                                              | 8764 p.     | Sander Skotheim                                                                          | 8635 p.     | Makenson Gletty                                                                                        | 8606 p.     |
| Staffette | |             |                                                                                          |             | |             |
| 4×100 m (dettagli) | Italia Matteo Melluzzo Marcell Jacobs Lorenzo Patta Filippo Tortu Roberto Rigali* Lorenzo Simonelli*      | 37"82       | Paesi Bassi Elvis Afrifa Taymir Burnet Xavi Mo-Ajok Nsikak Ekpo                          | 38"46       | Germania Kevin Kranz Owen Ansah Deniz Almas Lucas Ansah-Peprah                                         | 38"52       |
| 4×400 m (dettagli) | Belgio Jonathan Sacoor Robin Vanderbemden Dylan Borlée Alexander Doom Florent Mabille* Christian Iguacel* | 2'59"84     | Italia Luca Sito Vladimir Aceti Riccardo Meli Edoardo Scotti Brayan Lopez*               | 3'00"81     | Germania Manuel Sanders Jean Paul Bredau Marc Koch Emil Agyekum Lukas Krappe* Tyrel Prenz*             | 3'00"82     |
| record mondiale; record mondiale stagionale; record europeo; record europeo stagionale; record dei campionati; record nazionale; record personale; record personale stagionale. | |             |                                                                                          |             | |             |

### Donne
| Specialità | Oro | Prestazione | Argento                                                                                            | Prestazione | Bronzo | Prestazione |
| Corse piane | |             | |             | |             |
| 100 m piani (dettagli) | Dina Asher-Smith | 10"99       | Ewa Swoboda                                                                                        | 11"03       | Zaynab Dosso                                                                                                 | 11"03       |
| 200 m piani (dettagli) | Mujinga Kambundji | 22"49       | Daryll Neita                                                                                       | 22"50 =     | Hélène Parisot                                                                                               | 22"63       |
| 400 m piani (dettagli) | Natalia Kaczmarek | 48"98       | Rhasidat Adeleke                                                                                   | 49"07       | Lieke Klaver                                                                                                 | 50"08       |
| 800 m piani (dettagli) | Keely Hodgkinson | 1'58"65     | Gabriela Gajanová                                                                                  | 1'58"79     | Anaïs Bourgoin                                                                                               | 1'59"30     |
| 1 500 m piani (dettagli) | Ciara Mageean | 4'04"66     | Georgia Bell                                                                                       | 4'05"33     | Agathe Guillemot                                                                                             | 4'05"69     |
| 5 000 m piani (dettagli) | Nadia Battocletti | 14'35"29    | Karoline Bjerkeli Grøvdal                                                                          | 14'38"62    | Marta García                                                                                                 | 14'44"04    |
| 10 000 m piani (dettagli) | Nadia Battocletti | 30'51"32    | Diane van Es                                                                                       | 30'57"24    | Megan Keith                                                                                                  | 31'04"77    |
| Corse a ostacoli | |             | |             | |             |
| 100 m ostacoli (dettagli) | Cyréna Samba-Mayela | 12"31       | Ditaji Kambundji                                                                                   | 12"40       | Pia Skrzyszowska                                                                                             | 12"42       |
| 400 m ostacoli (dettagli) | Femke Bol | 52"49       | Louise Maraval                                                                                     | 54"23       | Cathelijn Peeters                                                                                            | 54"37       |
| 3 000 m siepi (dettagli) | Alice Finot | 9'16"22     | Gesa Felicitas Krause                                                                              | 9'18"06     | Elizabeth Bird                                                                                               | 9'18"39     |
| Prove su strada | |             | |             | |             |
| Mezza maratona (dettagli) | Karoline Bjerkeli Grøvdal | 1h08'09"    | Joan Chelimo Melly                                                                                 | 1h08'55"    | Calli Thackery                                                                                               | 1h08'58"    |
| Mezza maratona a squadre (dettagli) | Gran Bretagna Calli Thackery Abbie Donnelly Clara Evans Lauren McNeil                                                           | 3h29'01"    | Germania Melat Yisak Kejeta Domenika Mayer Esther Pfeiffer Fabienne Königstein Katharina Steinruck | 3h31'59"    | Spagna Laura Luengo Esther Navarrete Fatima Azzahraa Ouhaddou Nafie Meritxell Soler Lidia Campo Laura Méndez | 3h33'16"    |
| Marcia 20 km (dettagli) | Antonella Palmisano | 1h28'08"    | Valentina Trapletti                                                                                | 1h28'37"    | Ljudmyla Oljanovs'ka                                                                                         | 1h28'48"    |
| Salti | |             | |             | |             |
| Salto in alto (dettagli) | Jaroslava Mahučich | 2,01 m      | Angelina Topić                                                                                     | 1,97 m      | Iryna Heraščenko                                                                                             | 1,95 m      |
| Salto con l'asta (dettagli) | Angelica Moser | 4,78 m =    | Aikaterinī Stefanidī                                                                               | 4,73 m      | Molly Caudery                                                                                                | 4,73 m      |
| Salto in lungo (dettagli) | Malaika Mihambo | 7,22 m      | Larissa Iapichino                                                                                  | 6,94 m      | Agate de Sousa                                                                                               | 6,91 m      |
| Salto triplo (dettagli) | Ana Peleteiro | 14,85 m =   | Tuğba Danışmaz                                                                                     | 14,57 m     | Ilionis Guillaume                                                                                            | 14,43 m     |
| Lanci | |             | |             | |             |
| Getto del peso (dettagli) | Jessica Schilder | 18,77 m     | Jorinde van Klinken                                                                                | 18,67 m     | Yemisi Ogunleye                                                                                              | 18,62 m     |
| Lancio del disco (dettagli) | Sandra Elkasević | 67,04 m     | Jorinde van Klinken                                                                                | 65,99 m     | Liliana Cá                                                                                                   | 64,53 m     |
| Lancio del martello (dettagli) | Sara Fantini | 74,18 m     | Anita Włodarczyk                                                                                   | 72,92 m     | Rose Loga | 72,68 m     |
| Lancio del giavellotto (dettagli) | Victoria Hudson | 64,62 m     | Adriana Vilagoš                                                                                    | 64,42 m     | Marie-Therese Obst                                                                                           | 63,50 m     |
| Prove multiple | |             | |             | |             |
| Eptathlon (dettagli) | Nafissatou Thiam | 6848 p.     | Auriana Lazraq-Khlass                                                                              | 6635 p.     | Noor Vidts                                                                                                   | 6596 p.     |
| Staffette | |             | |             | |             |
| 4×100 m (dettagli) | Gran Bretagna Dina Asher-Smith Desiree Henry Amy Hunt Daryll Neita Asha Philp*                                                  | 41"91       | Francia Orlann Oliere Gémima Joseph Hélène Parisot Sarah Richard Maroussia Paré*                   | 42"15       | Paesi Bassi Nadine Visser Marije van Hunenstijn Minke Bisschops Tasa Jiya                                    | 42"46       |
| 4×400 m (dettagli) | Paesi Bassi Lieke Klaver Cathelijn Peeters Lisanne De Witte Femke Bol Eveline Saalberg* Anne van de Wiel* Myrte van der Scjoot* | 3'22"39     | Irlanda Sophie Becker Rhasidat Adeleke Phil Healy Sharlene Mawdsley Lauren Cadden*                 | 3'22"71     | Belgio Naomi van der Broeck Imke Vervaet Cynthia Bolingo Helena Ponette Camille Laus*                        | 3'22"95     |
| record mondiale; record mondiale stagionale; record europeo; record europeo stagionale; record dei campionati; record nazionale; record personale; record personale stagionale. | |             | |             | |             |

### Misti
| Specialità | Oro                                                                          | Prestazione | Argento                                                      | Prestazione | Bronzo                                                                    | Prestazione |
| 4×400 m (dettagli) | Irlanda Christopher O'Donnell Rhasidat Adeleke Thomas Barr Sharlene Mawdsley | 3'09"92     | Italia Luca Sito Anna Polinari Edoardo Scotti Alice Mangione | 3'10"69     | Paesi Bassi Liemarvin Bonevacia Lieke Klaver Isaya Klein Ikkink Femke Bol | 3'10"73     |
| record mondiale; record mondiale stagionale; record europeo; record europeo stagionale; record dei campionati; record nazionale; record personale; record personale stagionale. |                                                                              |             |                                                              |             |                                                                           |             |

## Medagliere
| Posizione | Paese         | Oro | Argento | Bronzo | Totale |
| --------- | ------------- | --- | ------- | ------ | ------ |
| 1         | Italia        | 11  | 9       | 4      | 24     |
| 2         | Francia       | 4   | 5       | 7      | 16     |
| 3         | Gran Bretagna | 4   | 4       | 5      | 13     |
| 4         | Norvegia      | 4   | 2       | 1      | 7      |
| 5         | Svizzera      | 4   | 1       | 4      | 9      |
| 6         | Paesi Bassi   | 3   | 4       | 5      | 12     |
| 7         | Belgio        | 3   | 1       | 2      | 6      |
| 8         | Spagna        | 2   | 3       | 3      | 8      |
| 9         | Polonia       | 2   | 2       | 2      | 6      |
| 10        | Irlanda       | 2   | 2       | 0      | 4      |
| 11        | Svezia        | 2   | 0       | 1      | 3      |
| 12        | Germania      | 1   | 3       | 7      | 11     |
| 13        | Grecia        | 1   | 2       | 0      | 3      |
| 14        | Ucraina       | 1   | 1       | 4      | 6      |
| 15        | Austria       | 1   | 1       | 0      | 2      |
| 15        | Croazia       | 1   | 1       | 0      | 2      |
| 17        | Rep. Ceca     | 1   | 0       | 0      | 1      |
| 17        | Estonia       | 1   | 0       | 0      | 1      |
| 17        | Slovenia      | 1   | 0       | 0      | 1      |
| 20        | Serbia        | 0   | 2       | 0      | 2      |
| 21        | Portogallo    | 0   | 1       | 2      | 3      |
| 22        | Turchia       | 0   | 1       | 1      | 2      |
| 23        | Ungheria      | 0   | 1       | 0      | 1      |
| 23        | Israele       | 0   | 1       | 0      | 1      |
| 23        | Romania       | 0   | 1       | 0      | 1      |
| 23        | Slovacchia    | 0   | 1       | 0      | 1      |
| 27        | Finlandia     | 0   | 0       | 1      | 1      |
| 27        | Lituania      | 0   | 0       | 1      | 1      |
| Totale    | Totale        | 49  | 49      | 50     | 148    |

## Classifica a squadre
Nel trofeo a squadre ogni atleta tra i primi 8 classificati ottiene punti per il proprio Paese (a scalare da 8 a 1 punto).
Il Paese con più punti si aggiudica il titolo di campione europeo a squadre.
| Posizione | Paese       | Oro | Oro   | Argento | Argento | Bronzo | Bronzo | 4° | 4°    | 5° | 5°    | 6° | 6°    | 7° | 7°    | 8° | 8°    | Totale |
| Posizione | Paese       | Ps  | Punti | Ps      | Punti   | Ps     | Punti  | Ps | Punti | Ps | Punti | Ps | Punti | Ps | Punti | Ps | Punti | Totale |
| --------- | ----------- | --- | ----- | ------- | ------- | ------ | ------ | -- | ----- | -- | ----- | -- | ----- | -- | ----- | -- | ----- | ------ |
| 1         | Italia      | 11  | 88    | 9       | 63      | 4      | 24     | 2  | 10    | 4  | 16    | 8  | 21    | 3  | 6     | 4  | 4     | 232    |
| 2         | Francia     | 4   | 32    | 5       | 35      | 7      | 42     | 5  | 24.50 | 9  | 36    | 4  | 11.50 | 4  | 8     | 4  | 4     | 193    |
| 3         | Germania    | 1   | 8     | 3       | 21      | 7      | 41.50  | 7  | 35    | 8  | 32    | 5  | 14.50 | 3  | 6     | 5  | 5     | 163    |
| 4         | Regno Unito | 4   | 32    | 4       | 28      | 5      | 30     | 3  | 15    | 2  | 8     | 4  | 11.50 | 6  | 12    | 2  | 2     | 138.50 |
| 5         | Spagna      | 2   | 16    | 3       | 21      | 3      | 18     | 6  | 29.50 | 6  | 24    | 4  | 12    | 2  | 4     | 3  | 3     | 127.50 |
| 6         | Paesi Bassi | 3   | 24    | 4       | 28      | 5      | 30     | 1  | 5     | 3  | 12    | 0  | 0     | 1  | 2     | 2  | 2     | 103    |
| 7         | Svizzera    | 4   | 32    | 1       | 7       | 4      | 24     | 1  | 5     | 1  | 4     | 1  | 3     | 2  | 4     | 4  | 4     | 83     |
| 8         | Belgio      | 3   | 24    | 1       | 7       | 2      | 12     | 3  | 25    | 1  | 4     | 2  | 6     | 0  | 0     | 1  | 1     | 79     |
| 9         | Norvegia    | 4   | 32    | 2       | 14      | 1      | 6      | 1  | 5     | 0  | 0     | 2  | 6     | 1  | 2     | 2  | 2     | 67     |
| 10        | Polonia     | 2   | 16    | 2       | 14      | 2      | 12     | 0  | 0     | 0  | 0     | 5  | 13    | 4  | 8     | 2  | 2     | 65     |
| 11        | Svezia      | 2   | 16    | 0       | 0       | 1      | 6      | 4  | 20    | 1  | 4     | 2  | 6     | 0  | 0     | 1  | 1     | 53     |
| 12        | Rep. Ceca   | 1   | 8     | 0       | 0       | 0      | 0      | 3  | 14.50 | 3  | 12    | 2  | 6     | 1  | 2     | 0  | 0     | 42.50  |
| 13        | Finlandia   | 0   | 0     | 0       | 0       | 1      | 6      | 2  | 9.50  | 3  | 12    | 3  | 9     | 1  | 2     | 2  | 2     | 40.50  |
| 14        | Ucraina     | 1   | 8     | 1       | 7       | 4      | 24     | 0  | 0     | 0  | 0     | 0  | 0     | 0  | 0     | 1  | 1     | 40     |
| 15        | Portogallo  | 0   | 0     | 1       | 7       | 2      | 12     | 2  | 10    | 0  | 0     | 1  | 3     | 1  | 2     | 2  | 2     | 36     |
| 16        | Irlanda     | 2   | 16    | 2       | 14      | 0      | 60     | 0  | 0     | 0  | 0     | 0  | 0     | 2  | 4     | 1  | 1     | 35     |
| 17        | Romania     | 0   | 0     | 1       | 7       | 0      | 0      | 2  | 10    | 2  | 8     | 1  | 3     | 1  | 2     | 0  | 0     | 30     |
| 18        | Grecia      | 1   | 8     | 2       | 14      | 0      | 0      | 0  | 0     | 0  | 0     | 1  | 3     | 1  | 2     | 1  | 1     | 28     |
| 19        | Austria     | 1   | 8     | 1       | 7       | 0      | 0      | 0  | 0     | 0  | 0     | 1  | 3     | 1  | 2     | 0  | 0     | 20     |
| 20        | Bulgaria    | 0   | 0     | 0       | 0       | 0      | 0      | 2  | 10    | 0  | 0     | 3  | 7.50  | 1  | 2     | 0  | 0     | 19.50  |
| 21        | Israele     | 0   | 0     | 1       | 7       | 0      | 0      | 1  | 5     | 0  | 0     | 0  | 0     | 3  | 6     | 0  | 0     | 18     |
| 22        | Croazia     | 1   | 8     | 1       | 7       | 0      | 0      | 0  | 0     | 0  | 0     | 0  | 0     | 0  | 0     | 2  | 2     | 17     |
| 23        | Serbia      | 0   | 0     | 2       | 14      | 0      | 0      | 0  | 0     | 0  | 1     | 3  | 0     | 0  | 0     | 0  | 0     | 17     |
| 24        | Turchia     | 0   | 0     | 1       | 7       | 1      | 5.50   | 0  | 0     | 1  | 4     | 0  | 0     | 0  | 0     | 0  | 0     | 16.50  |
| 25        | Slovenia    | 1   | 8     | 0       | 0       | 0      | 0      | 0  | 0     | 1  | 4     | 0  | 0     | 2  | 4     | 0  | 0     | 16     |
| 26        | Estonia     | 1   | 8     | 0       | 0       | 0      | 0      | 1  | 5     | 0  | 0     | 0  | 0     | 0  | 0     | 0  | 0     | 13     |
| 27        | Lituania    | 0   | 0     | 0       | 0       | 1      | 6      | 1  | 5     | 0  | 0     | 0  | 0     | 1  | 2     | 0  | 0     | 13     |
| 28        | Ungheria    | 0   | 0     | 1       | 7       | 0      | 0      | 0  | 0     | 0  | 0     | 1  | 3     | 0  | 0     | 2  | 2     | 12     |
| 29        | Danimarca   | 0   | 0     | 0       | 0       | 0      | 0      | 0  | 0     | 1  | 4     | 1  | 3     | 0  | 0     | 0  | 0     | 9      |
| 30        | Slovacchia  | 0   | 0     | 1       | 7       | 0      | 0      | 0  | 0     | 0  | 0     | 0  | 0     | 0  | 0     | 1  | 1     | 8      |
| 31        | Lussemburgo | 0   | 0     | 0       | 0       | 0      | 0      | 1  | 5     | 0  | 1     | 3  | 0     | 0  | 0     | 0  | 0     | 8      |
| 32        | Lettonia    | 0   | 0     | 0       | 0       | 0      | 0      | 0  | 0     | 0  | 0     | 0  | 0     | 2  | 4     | 1  | 1     | 5      |
| 33        | Albania     | 0   | 0     | 0       | 0       | 0      | 0      | 0  | 0     | 1  | 4     | 0  | 0     | 0  | 0     | 0  | 0     | 4      |
| 34        | Moldavia    | 0   | 0     | 0       | 0       | 0      | 0      | 0  | 0     | 0  | 0     | 1  | 3     | 0  | 0     | 0  | 0     | 3      |
| 34        | Andorra     | 0   | 0     | 0       | 0       | 0      | 0      | 0  | 0     | 0  | 0     | 0  | 0     | 1  | 2     | 0  | 0     | 2      |